# 霞阳杨宅
霞阳杨宅，即杨本营宅，是海沧新阳街道霞阳社的一座闽南传统红砖建筑。建于光绪年间的1894年，位于霞阳社区西路189号。杨本营出自贫寒之家，后到缅甸经商致富，回乡建造了本宅。古厝为合院式，前后三进，左右有护厝。第一、二进为假叠顶双燕尾脊，第三进及护厝为马鞍脊。第三进西有私塾一间，现已不存。
杨宅大厅四房一厅八个房间，算上护厝有30多个房间。古宅装饰有菱形、寿字形空斗砖砌，大门廊的梁上装饰有垂花、雀替以及花鸟、狮子等木雕。两边廊墙刻有各类人物场景、历史故事石雕，窗额上有人物山水绘画。漆金、透雕等繁复的技法在古厝的许多地方都得到了很好运用。门后有几米高的带滚轮的“第三道防线”，以南洋名贵木材制成，可以防火防盗。2004年入选厦门市文物保护单位。